# بدليس
بَدْلِيسُ (بالتركية: بدلیس/Bitlis، وبالكردية: بەدلیس) هي عاصمة ولاية بدليس في تركيا يزيد عدد سكانها عن 50 ألف نسمة، تقع في منطقة شرق الأناضول. ترتقع البلدة 1,545 متر عن سطح البحر، وتبعد 15 كم عن بحيرة وان، وتقع على تل منحدر في وادي بدليس، وهو أحد روافد نهر دجلة.

## المناخ
يظهر الجدول التالي التغييرات المناخية على مدار السنة لبدليس:
| البيانات المناخية لـبدليس                         | البيانات المناخية لـبدليس | البيانات المناخية لـبدليس | البيانات المناخية لـبدليس | البيانات المناخية لـبدليس | البيانات المناخية لـبدليس | البيانات المناخية لـبدليس | البيانات المناخية لـبدليس | البيانات المناخية لـبدليس | البيانات المناخية لـبدليس | البيانات المناخية لـبدليس | البيانات المناخية لـبدليس | البيانات المناخية لـبدليس | البيانات المناخية لـبدليس |
| الشهر                                             | يناير                     | فبراير                    | مارس                      | أبريل                     | مايو                      | يونيو                     | يوليو                     | أغسطس                     | سبتمبر                    | أكتوبر                    | نوفمبر                    | ديسمبر                    | المعدل السنوي             |
| ------------------------------------------------- | ------------------------- | ------------------------- | ------------------------- | ------------------------- | ------------------------- | ------------------------- | ------------------------- | ------------------------- | ------------------------- | ------------------------- | ------------------------- | ------------------------- | ------------------------- |
| الدرجة القصوى °م (°ف)                             | 15.1 (59.2)               | 13.2 (55.8)               | 23.0 (73.4)               | 27.8 (82.0)               | 29.4 (84.9)               | 34.0 (93.2)               | 38.0 (100.4)              | 37.4 (99.3)               | 35.5 (95.9)               | 30.2 (86.4)               | 22.0 (71.6)               | 15.6 (60.1)               | 38.0 (100.4)              |
| متوسط درجة الحرارة الكبرى °م (°ف)                 | 1.2 (34.2)                | 2.3 (36.1)                | 6.2 (43.2)                | 12.8 (55.0)               | 19.3 (66.7)               | 25.5 (77.9)               | 30.5 (86.9)               | 30.8 (87.4)               | 26.4 (79.5)               | 18.6 (65.5)               | 10.4 (50.7)               | 3.4 (38.1)                | 15.6 (60.1)               |
| المتوسط اليومي °م (°ف)                            | −2.9 (26.8)               | −2.1 (28.2)               | 1.7 (35.1)                | 7.6 (45.7)                | 13.2 (55.8)               | 18.5 (65.3)               | 22.8 (73.0)               | 22.3 (72.1)               | 17.6 (63.7)               | 11.3 (52.3)               | 4.7 (40.5)                | −0.8 (30.6)               | 9.5 (49.1)                |
| متوسط درجة الحرارة الصغرى °م (°ف)                 | −6.4 (20.5)               | −5.7 (21.7)               | −2.0 (28.4)               | 3.2 (37.8)                | 7.3 (45.1)                | 11.5 (52.7)               | 15.6 (60.1)               | 15.0 (59.0)               | 10.8 (51.4)               | 6.3 (43.3)                | 0.9 (33.6)                | −4.1 (24.6)               | 4.4 (39.9)                |
| أدنى درجة حرارة °م (°ف)                           | −21.3 (−6.3)              | −22.0 (−7.6)              | −20.3 (−4.5)              | −12.0 (10.4)              | −2.5 (27.5)               | 1.9 (35.4)                | 7.0 (44.6)                | 7.0 (44.6)                | 1.8 (35.2)                | −6.0 (21.2)               | −17.0 (1.4)               | −21.9 (−7.4)              | −22.0 (−7.6)              |
| الهطول مم (إنش)                                   | 148.6 (5.85)              | 176.6 (6.95)              | 167.7 (6.60)              | 167.8 (6.61)              | 97.6 (3.84)               | 22.8 (0.90)               | 5.7 (0.22)                | 4.2 (0.17)                | 17.0 (0.67)               | 89.8 (3.54)               | 146.7 (5.78)              | 156.7 (6.17)              | 1٬201٫2 (47.3)            |
| متوسط أيام هطول الأمطار                           | 13.6                      | 13.4                      | 15.4                      | 15.9                      | 14.2                      | 5.9                       | 2.4                       | 2.3                       | 3.5                       | 10.2                      | 11.1                      | 13.2                      | 121.1                     |
| ساعات سطوع الشمس الشهرية                          | 74.4                      | 92.4                      | 155.0                     | 177.0                     | 229.4                     | 279.0                     | 303.8                     | 300.7                     | 276.0                     | 167.4                     | 87.0                      | 62.0                      | 2٬204٫1                   |
| المصدر: Devlet Meteoroloji İşleri Genel Müdürlüğü |                           |                           |                           |                           |                           |                           |                           |                           |                           |                           |                           |                           |                           |

## أعلام
- وداد دميروز
- إحسان نوري الباشا
- إدريس البدليسي
- تكين بينغول
- شرف خان شمس الدين البدليسي
- بديع الزمان سعيد النورسي